# Radial Hernández
Radial Hernández ist eine Ortschaft in Uruguay.

## Geographie
Sie befindet sich auf dem Gebiet des Departamento Colonia in dessen Sektor 7. Nächstgelegene Siedlungen sind Conchillas im Südwesten und Campana im Nordosten.

## Infrastruktur
An das Verkehrswegenetz ist Radial Hernández über die durch den Ort führende Ruta 21 angeschlossen, die in wenigen Kilometern südöstlicher Entfernung auf die Ruta 55 trifft.

## Einwohner
Radial Hernández hatte bei der Volkszählung im Jahr 2004 288 Einwohner.